# LandSpace
Die LandSpace Weltraumtechnologie AG (chinesisch 蓝箭航天空间科技股份有限公司, Pinyin Lánjiàn Hángtiān Kōngjiān Kējì Gǔfèn Yǒuxiàn Gōngsī), kurz LandSpace (蓝箭航天), ist ein privater chinesischer Raketenhersteller. Die nicht börsennotierte Aktiengesellschaft mit Stammsitz im Pekinger Stadtbezirk Daxing wurde am 1. Juni 2015 gegründet.
Am 12. Juli 2023 erreichte eine Zhuque 2 der Firma als weltweit erste methangetriebene Rakete das All.

## Geschichte

### Firmengründer
Zhang Changwu (张昌武) wurde im Februar 1983 in Shandong geboren.
Er absolvierte an der Pekinger Tsinghua-Universität ein Studium der Betriebswirtschaftslehre, das er mit einem Master of Business Administration abschloss. Nach dem Studium arbeitete er zunächst im operativen Geschäft der britischen Großbank HSBC. Dann wechselte er zur spanischen Banco Santander, wo er im strategischen Management unter anderem für die Investitionen der Bank in chinesische Aktien und die Verwaltung dieses Wertpapierdepots zuständig war.
Sein Schwiegervater war Großoberst Wang Jianmeng (王建蒙, * 1954), der ursprünglich auf dem Kosmodrom Xichang für den Countdown zuständig war und später im Stab des Generalkommandos Satellitenstarts, Bahnverfolgung und Steuerung (中国卫星发射测控系统部) beim Hauptzeugamt der Volksbefreiungsarmee in Peking tätig war.
Anfang 1998 war Wang Jianmeng, der an der Tsinghua-Universität Elektrotechnik studiert hatte, an der Gründung der China Asia-Pacific Mobile Telecommunications Satellite GmbH (中国亚太移动通信卫星有限责任公司) beteiligt, einer Holding-Gesellschaft der Chinesischen Akademie für Trägerraketentechnologie, und wurde deren stellvertretender Generaldirektor.
Anschließend ging er als Direktor des dortigen Büros der Firma nach Singapur.
Ein langjähriger Freund von Wang Jianmeng war Wu Shufan (吴树范), geboren im Februar 1964 im Kreis Guan, Provinz Shandong. Wu Shufan hatte 1990 an der damaligen Luftfahrtakademie Nanjing promoviert und war dort anschließend als Dozent tätig gewesen. Nach einem über ein Stipendium der Alexander-von-Humboldt-Stiftung finanzierten Postdoc-Forschungsaufenthalt an der Technischen Universität Braunschweig 1995/1996 kehrte er zunächst nach China zurück, wo er an seiner alten, mittlerweile in „Universität für Luft- und Raumfahrt Nanjing“ umbenannten Hochschule als Professor für automatische Steuerungssysteme tätig war. Von 2002 bis 2013 arbeitete Wu Shufan am Europäischen Weltraumforschungs- und Technologiezentrum der ESA in Noordwijk, anschließend war er am Shanghaier Ingenieurbüro für Mikrosatelliten tätig, einem Gemeinschaftsunternehmen der Chinesischen Akademie der Wissenschaften mit der Stadtregierung von Shanghai.

### Aufbauphase
Beeinflusst von seinem Schwiegervater begann Zhang Changwu 2013, sich Gedanken über die Gründung einer privaten Firma zu machen, die Trägerraketen herstellen und damit kommerzielle Nutzlasten ins All befördern sollte.
Dies war bereits damals juristisch möglich – die LinkSpace GmbH, Chinas erster privater Raketenhersteller, wurde im Januar 2014 gegründet – war aber politisch nicht wirklich gewollt. Die Situation änderte sich erst am 26. November 2014, als der Staatsrat der Volksrepublik China die „Provisorischen Leitlinien bezüglich innovativer Methoden der Ermutigung von Investitionen aus der Zivilgesellschaft in wichtige Bereiche“ veröffentlichte.
Unter Verwendung von Schlagworten wie „öffentlich-private Partnerschaft“ wurde dort in Abschnitt 7 gefordert, man müsse private Kapitalgeber dazu ermutigen, in den Aufbau einer zivilen Weltraum-Infrastruktur mit kommerziellen Kommunikations- und Fernbeobachtungssatelliten, den hierfür nötigen Trägerraketen sowie der Verwertung der Daten zu investieren.
Noch 2014 trafen sich Zhang Changwu, Wang Jianmeng und Wu Shufan in einem Pekinger Hotel und beschlossen die Gründung einer nach marktwirtschaftlichen Gesichtspunkten arbeitenden Raketenfirma. Die tatsächliche Gründung der Gesellschaft mit beschränkter Haftung mit 5 Gründungsgesellschaftern und einem Stammkapital von 500.000 Yuan fand am 1. Juni 2015 im Pekinger Stadtbezirk Haidian statt. Vorstandsvorsitzender wurde Zhang Changwu.  Am 2. März 2016 schied Wang Jianmeng zunächst aus der Firma aus. An jenem Tag wurde das Stammkapital durch Aufnahme neuer Gesellschafter auf 5,56 Millionen Yuan erhöht. Weitere Kapitalerhöhungen folgten im Laufe der folgenden Jahre. Am 25. November 2016 kehrte Wang Jianmeng in den nun achtköpfigen Vorstand zurück.
Am 20. September 2017 zog die Firma von Haidian in den südlichen Stadtbezirk Daxing um. Am 26. März 2019 wurde die GmbH, einhergehend mit einer Kapitalerhöhung von 8 Millionen auf 100 Millionen Yuan, in eine – nicht börsennotierte – Aktiengesellschaft mit beschränkter Haftung umgewandelt, die Firma wurde entsprechend von 北京蓝箭空间科技有限公司 in 蓝箭航天空间科技股份有限公司 geändert.

### Zhang-Xiaoping-Affäre
Zhang Xiaoping (张小平), ein seit 1994  beim Xi’aner Forschungsinstitut für Raumfahrtantriebe der staatlichen Akademie für Flüssigkeitsraketentriebwerkstechnik tätiger Ingenieur, bat im März 2018 bei jenem Institut um seine Entlassung, um zu LandSpace zu wechseln.
Neben der Feststoffrakete Zhuque 1 arbeitete LandSpace seit 2017 an der mit Flüssigsauerstoff und flüssigem Methan betriebenen Trägerrakete Zhuque 2, und Zhang Xiaoping war bei der Akademie für Flüssigkeitsraketentriebwerkstechnik unter anderem für die Entwicklung von LOX/Methan-Triebwerken mit 30 kN und 600 kN Schubkraft zuständig, außerdem für das LOX/Kerosin-Triebwerk YF-130 mit 4800 kN Schubkraft, das bei der superschweren Trägerrakete Langer Marsch 9 zum Einsatz kommt, die ab 2030 Infrastruktureinrichtungen, später auch Wohnmodule für eine Mondforschungsstation ins All befördern soll.
Die technischen Details der Triebwerke galten als Betriebsgeheimnis, und da das Mondprogramm der Volksrepublik China ein Nationales wissenschaftlich-technisches Großprojekt ist, galt Zhang Xiaoping als Träger von Staatsgeheimnissen (国家重要涉密人员). Nach  § 38 des Gesetzes über die Wahrung von Staatsgeheimnissen in seiner Fassung vom 29. April 2010 (中华人民共和国保守国家秘密法) und nach den firmeninternen Vorschriften hätte Zhang Xiaoping zwei Jahre auf einer nicht geheimnisbezogenen Position beim Forschungsinstitut für Raumfahrtantriebe bleiben müssen, bis sein Wissen von der technischen Entwicklung überholt und nichts mehr wert gewesen wäre.
In wiederholten Gesprächen bis hinein in den April 2018 wurde ihm von seinem Arbeitgeber die Rechtslage erläutert. Zhang Xiaoping verließ dennoch die Firma.
Daraufhin beantragte das Forschungsinstitut für Raumfahrtantriebe bei der Schlichtungskommission für Arbeitskonflikte der Stadt Xi’an (西安市劳动争议仲裁委员会) die Einleitung eines Schiedsverfahrens. Mit diesem Schritt wollte die Firma erreichen, dass Zhang Xiaoping den Verpflichtungen aus seinem Arbeitsvertrag nachkam und an das Institut zurückkehrte, um die zwei Jahre bis zum Ablaufen seines Geheimnisträgerstatus abzuwarten. Auf Anraten seines Anwalts reichte das Institut am 17. September 2018 bei der Schlichtungskommission einen Schriftsatz ein, in dem die Bedeutung des Ingenieurs für das Institut stark betont wurde. In einem gewissen Übereifer schrieb der Sachbearbeiter, dass Zhang für die Firma unentbehrlich wäre und dass sein Weggang die bemannte Mondlandung Chinas gefährden würde.
Am 27. September 2018 gelangten Fotografien des Dokuments an die Öffentlichkeit, was unverzüglich ein starkes Medienecho auslöste; selbst der staatliche Fernsehsender CCTV berichtete im Internet über die Affäre.
In den sozialen Netzwerken wurde kritisiert, dass Zhang Xiaoping, der am Institut ein Jahresgehalt von 120.000 Yuan erhielt (von der Kaufkraft her etwa 120.000 Euro), nur wegen des ihm von LandSpace angebotenen Gehalts von 1 Million Yuan pro Jahr die Firma gewechselt hätte. In einem Interview mit der Zeitung des Pekinger Ortsverbands des Kommunistischen Jugendverbands Chinas stellte Liu Zhirang (刘志让, * 1963), der Vorstandsvorsitzende der Akademie für Flüssigkeitsraketentriebwerkstechnik, noch am selben Tag klar, dass die vom Staat getragene Ausbildung Zhang Xiaopings zwar Geld gekostet und man ihn deswegen gerne in der Firma gehalten hätte, dass er aber keineswegs unersetzlich war. Er bestätigte, dass seit 2016 eine ganze Reihe von Ingenieuren von privaten Raumfahrtunternehmen abgeworben worden waren, dass man aber über genügend technisches Personal verfügte, so dass der Fortgang der nationalen Projekte nicht gefährdet wäre.
Liu Zhirang sollte recht behalten. Am 24. März 2019 und am 25. März 2021 fanden erfolgreiche Tests des YF-130 statt, im September 2021 wurde der Erstflug der Trägerrakete für 2028 bestätigt.
Der illegale Arbeitsplatzwechsel hatte letztlich weder für Zhang Xiaoping noch für LandSpace juristische Konsequenzen. Der Ingenieur machte bei LandSpace Karriere: am 8. Oktober 2019 rückte er in den Vorstand auf und ersetzte  dort den Firmenmitbegründer Wu Shufan, der auf den Posten des Technischen Direktors wechselte.

## Geschäftsfelder
LandSpace entwickelte zunächst die dreistufige Feststoff-Trägerrakete Zhuque 1 mit einer Nutzlastkapazität von 200 kg für eine sonnensynchrone Umlaufbahn von 500 km Höhe. Damit gelang der Firma am 27. Oktober 2018 als erstem privatem Raumfahrtunternehmen Chinas ein orbitaler Raketenstart, aber durch einen technischen Fehler in der dritten Stufe konnte die angestrebte Umlaufbahn nicht erreicht werden.
Das Zhuque-1-Projekt wurde dann nicht weiter verfolgt und man konzentriert sich auf die stärkere, ebenfalls dreistufige Zhuque 2, bei der Methan-Flüssigsauerstoff-Triebwerke zum Einsatz kommen. Auch beim Erstflug dieser Rakete am 14. Dezember 2022 konnte aufgrund einer Fehlfunktion des selbst entwickelten TQ-11 in der zweiten Stufe – das vom Xi’aner Forschungsinstitut für Raumfahrtantriebe übernommene TQ-12 arbeitete einwandfrei – die Erdumlaufbahn nicht erreicht werden.
Der zweite Versuch am 12. Juli 2023 war dann jedoch erfolgreich. Damit war LandSpace die weltweit erste Firma, die mit einer methangetriebene Rakete das All erreichte.
Mittlerweile besitzt das Unternehmen eine beträchtliche, teilweise in Tochterfirmen ausgelagerte Infrastruktur. Die Firmenzentrale mit der Hauptentwicklungsabteilung befindet sich im Pekinger Stadtbezirk Daxing. Am 31. März 2016 wurde im Hochtechnologiepark des Stadtbezirks Chang’an von Xi’an (西安高新技术产业开发区) mit einem Stammkapital von 20 Millionen Yuan die Shaanxi LandSpace Technologie GmbH gegründet. Seit Februar 2021 arbeitet man dort an dem weiterentwickelten Methan-Flüssigsauerstoff-Triebwerk Tianque 12A (天鹊80吨改进型发动机), bei dem der Vakuumschub im Vergleich zum ursprünglichen Tianque-Triebwerk um 8 % auf 800 kN gesteigert und das Gewicht um 100 kg reduziert wurde. Mit einem Mischungsverhältnis von Oxidator zu Brennstoff von 3,5 erzeugt das Triebwerk einen spezifischen Impuls von 3432 m·s−1.
Um eine kontrollierte Landung und Wiederverwendung von Stufen der Rakete zu ermöglichen, ist die Schubkraft des Triebwerks zwischen 50 % und 110 % regelbar. Im Juli 2022 ließ man ein Exemplar des Triebwerks für 400 Sekunden auf dem Prüfstand laufen, schaltete es ab und simulierte einen antriebslosen Flug, um die Temperaturentwicklung des Treibstoffs in der Pumpenkammer während der langsamen Abkühlung zu beobachten. Danach wurde das Triebwerk problemlos ein zweites Mal gezündet und lief für weitere 10 Sekunden.
Am 28. Dezember 2019 begann man in Pinghu, im Norden der Provinz Zhejiang, mit einer Investition von 10 Milliarden Yuan das LandSpace-Zentrum Jiaxing (嘉兴蓝箭航天中心) zu errichten, wo Weltraumbedingungen digital simuliert, Systeme – ebenfalls digital – getestet und in modernen Werkstätten gefertigt werden können.
Am 1. August 2021 wurden dort die ersten Einrichtungen in Betrieb genommen.
Ebenfalls in Zhejiang, im Westen des Stadtbezirks Wuxing von Huzhou, wurde unter dem Dach der am 14. März 2018 mit einem Stammkapital von 198 Millionen Yuan gegründeten LandSpace Technologie GmbH eine Endmontage-Fabrik mit 30.000 m² Gebäudefläche gebaut, die Ende August 2018 in Betrieb genommen wurde. Dieses Projekt wurde von der Finanzverwaltung der Stadt Huzhou aus Mitteln ihres Fonds für Spezialprojekte (专项资金) unterstützt.
In den Bergen 20 km südlich der Fabrik befindet sich der von der Genehmigung im März 2018 bis August 2018 ebenfalls innerhalb von fünf Monaten gebaute Prüfstand, wo die Flüssigkeitstriebwerke getestet werden. Es ist beabsichtigt, in Huzhou etwa 15 Raketen mit insgesamt 200 Triebwerken pro Jahr herzustellen.
In Huzhou wird seit 2022 auch das Methan-Flüssigsauerstoff-Triebwerk Tianque 15A (“天鹊”真空型发动机TQ-15A) gefertigt, das in Zukunft bei der zweiten Stufe der Zhuque 2 eingesetzt werden soll. Bei diesem, für den Betrieb im Vakuum konzipierten Triebwerk handelt es sich um eine Weiterentwicklung des Tianque 12A, das dieselbe Turbopumpe, Ventile und Vorbrenner verwendet, aber um beide Achsen um ±4° schwenkbar ist. Dadurch entfällt bei der zweiten Stufe der Rakete die Notwendigkeit für Phoenix-Triebwerke zur Lageregelung und man spart 400 kg Gewicht ein. Das TQ-15A soll einen Vakuumschub von 836 kN erzeugen, der zwischen 55 % und 110 % regelbar ist. Das Triebwerk kann dreimal wiedergezündet werden. Anders als beim TQ-12A werden bei der weiterentwickelten Version die Turbinenabgase nicht über ein Auspuffrohr seitlich neben der Düse in die Umgebung entlassen, sondern an der Verbindungsstelle zwischen Brennkammer und Düse in den Treibgasstrom geleitet. Dies erhöht den spezifischen Impuls des Triebwerks und reduziert den seitwärts gerichteten Kraftvektor. Am 25. September 2022 wurde das erste Triebwerk der neuen Bauart fertiggestellt, am 16. Oktober 2022 absolvierte es einen 20 Sekunden langen Testlauf auf dem Prüfstand in Huzhou, allerdings noch ohne die große Vakuumdüse.
Ebenfalls für die zweite Generation der Zhuque 2 gedacht ist das in Entwicklung befindliche Lageregelungstriebwerk Yunque 10 (云鹊发动机YQ-10, „Wolkenelster“). Hierbei handelt es sich um ein druckgasgefördertes Triebwerk mit einem monergolen, bei Raumtemperatur arbeitenden Treibstoff. Die Brennkammer des Triebwerks wird im 3D-Druck hergestellt. Anfang Oktober 2022 war das erste Exemplar des YQ-10 fertig montiert.
Die LandSpace AG selbst besaß 2020 genau 238 sozialversicherungspflichtige Beschäftigte, von denen im Jahr 2018 etwa zwei Drittel in der Entwicklung tätig waren. In jenem Jahr hatten 44 % der Angestellten ein Nettogehalt zwischen 10.000 und 15.000 Yuan pro Monat, 8 % verdienten 20.000 bis 25.000 Yuan und 2 % gehörten zu den Spitzenverdienern mit mehr als 25.000 Yuan pro Monat.

## Konkurrenz
Als maximale Nutzlast der Zhuque 2 gibt LandSpace für einen erdnahen Orbit von 200 km Höhe 6 t an, für eine sonnensynchrone Umlaufbahn von 500 km Höhe beträgt die maximale Nutzlast 4 t und für eine sonnensynchrone Umlaufbahn von 1100 km Höhe 2,2 t.
Damit liegt sie im Bereich der mittelschweren Trägerraketen vom Typ Langer Marsch 4 der Shanghaier Akademie für Raumfahrttechnologie, die seit 1999 bzw. 2006 im Einsatz sind und sich als sehr zuverlässig erwiesen haben. Das von der Zhuque 2 als Treibstoff verwendete Methan ist mit einem Preis von 3 bis 5 Yuan pro Kilogramm (Stand 2018) jedoch wesentlich preisgünstiger als das bei den älteren Raketen verwendete 1,1-Dimethylhydrazin und auf dem Markt leicht erhältlich. Der Nachteil bei den LOX/Methan-Triebwerken der Zhuque 2 ist, dass die Betankung mit diesen kryogenen Treibstoffen komplizierter ist als mit dem bei Raumtemperatur gelagerten Hydrazin und seinem Oxidator Distickstofftetroxid. Seit Spätsommer 2020 wird auf dem Kosmodrom Jiuquan eine eigene Startrampe für Raketen mit kryogenen Treibstoffen gebaut.
Langfristig strebt LandSpace eine teilweise wiederverwendbare Variante der Zhuque 2 an, bei der die erste Stufe senkrecht landen würde. Da wie bei allen derartigen Raketen der Treibstoff für die Landung beim Start mitgeführt werden muss, reduziert dies die maximal mögliche Nutzlast, würde aber die Kosten für den einzelnen Start deutlich senken. In diesem Fall würde die Zhuque 2 in Konkurrenz zur – etwas stärkeren – Changzheng 8R der Chinesischen Akademie für Trägerraketentechnologie stehen. Letztere verwendet jedoch als Treibstoff für die erste Stufe und die damit fest verbundenen Booster Raketenkerosin, was zwar leichter zu handhaben und billiger ist als Methan, aber zu einer Verrußung der Triebwerke führt und relativ aufwendige Reinigungsarbeiten nach jedem Start erfordert. Methan verbrennt dagegen sauber, was der Zhuque 2 nach Eigendarstellung der Firma einen Wettbewerbsvorteil verleihen würde. Stand 2022 war jedoch noch keiner chinesischen Firma die senkrechte Landung einer Erststufe nach einem orbitalen Raketenstart gelungen.

## Tochterfirmen und Beteiligungen
Stand 2022 besitzt LandSpace vier Tochterfirmen, alles Gesellschaften mit beschränkter Haftung und teilweise beträchtlichem Stammkapital:
- Landspace Technologie- und Industrieentwicklung GmbH, Peking (蓝箭航天科技产业发展（北京）有限责任公司)
- LandSpace Zhejiang Weltraumtechnologie GmbH, Jiaxing (浙江蓝箭航天空间科技有限公司)[46]
- LandSpace Technologie GmbH, Huzhou (蓝箭航天技术有限公司)
- Shaanxi LandSpace Technologie GmbH, Xi’an (陕西蓝箭航天技术有限公司)

Mit 70 % ist LandSpace an folgenden Firmen beteiligt:
- LandSpace Hongqing Technologie GmbH, Shanghai (上海蓝箭鸿擎科技有限公司)[47][48]
- Haohan LandSpace Technologie GmbH, Peking (北京浩瀚蓝途科技有限公司)[1]